# Чарльз Вітні
Чарльз Вітні (англ. Charles Whitney, нар. 22 червня 1957, Вашингтон, США) — американський професіональний баскетболіст, що грав на позиціях легкого форварда і атакувального захисника за команду НБА «Канзас-Сіті Кінгс».

## Ігрова кар'єра
На університетському рівні грав за команду ПК Стейт (1976–1980).
1980 року був обраний у першому раунді драфту НБА під загальним 16-м номером командою «Канзас-Сіті Кінгс». Захищав кольори команди з Канзас-Сіті протягом 2 сезонів. Через травми був змушений достроково завершити ігрову кар'єру.

## Життя після НБА
До 1989 року став бездомним та наркозалежним.
22 січня 1996 року викрав Марка Фабіані, особистого адвоката тодішньої першої леді США Гілларі Клінтон. Вітні було затримано та засуджено до 69 місяців ув'язнення. Після виходу на волю влаштувався на роботу в дитячий притулок.